# История Райана Уайта
«История Райана Уайта» (англ. The Ryan White Story) — американский телевизионный фильм, вышедший на экраны 16 января 1989 года в сети ABC. Режиссёром выступил Джон Герцфельд, а главные роли исполнили такие актёры, как Лукас Хаас, Джудит Лайт, Джордж Скотт.
Фильм был основан на реальной истории подростка Райана Уайта, который после исключения из школы в связи с ВИЧ-положительным статусом, стал национальным символом борьбы против пандемии ВИЧ/СПИДа и связанных с ним предрассудков.

## Сюжет
В 13 лет больной гемофилией подросток Райан Уайт из провинциального города Кокомо в штате Индиана узнаёт о своём ВИЧ-положительном статусе, полученном вследствие введения инфицированного медицинского препарата, изготовленного из плазмы крови доноров. Райана исключили из школы, заявив, что он может представлять опасность для других учащихся, а общественность, между тем, начала травлю из-за распространённых в то время предрассудков о ВИЧ как о «болезни геев». Однако Райан не сдался и вместе со своей матерью он отстоял в многочисленных судебных прениях право посещать школу.
Слоган фильма гласит: «В 13 лет Райан Уайт получил СПИД. Это его правдивая история».

## Актёрский состав
- Райан Уайт — Лукас Хаас
- Джинни Уайт — Джужит Лайт
- Андреа Уайт — Никки Кокс
- Доктор Клейман — Джордж Дзундза
- Медсестра — Сара Джессика Паркер
- Адвоката семьи Уайтов — Джордж С. Скотт
- Харли — Майкл Боуэн
- Глориа Уайт — Грейс Забриски
- Чад — Райан Уайт

## История создания
По словам самого Райана, он имел предложения от разных кинокомпаний, однако выбор пал на «Landsburg» по той причине, что он видел ранее несколько её фильмов, поставленных по реальным событиям. Эти фильмы «были мрачными, но в то же время давали надежду». Второй причиной послужило то, что продюсер лишь этой кинокомпании, Линда Отто, приехала из Лос-Анджелеса непосредственно в Кокомо, чтобы обсудить возможный проект. Отто заявила, что компания хочет снять фильм не только о судебных заседаниях, но и о жизни Райана в Кокомо, основой для истории должна была послужить точка зрения самого Райана. Линда также сказала, что её целью является создание фильмов, которые помогли бы детям и привела в пример свой недавний проект — «Адам». Фильм рассказывал историю мальчика, похищенного прямо с автостоянки. В конце фильма был дан номер, по которому можно было позвонить в случае, если кто-нибудь увидел бы разыскиваемых в данный момент детей. С помощью этой телефонной линии было обнаружено около восьми сотен пропавших, хотя сам Адам был найден мёртвым. На роль Райана с самого начала планировалось взять Лукаса Хааса, который к тому времени уже сыграл одну из главных ролей в триллере «Свидетель». Режиссёр Джон Герцфельд предложил самому Уайту исполнить небольшую роль в фильме, изобразив мальчика по имени Чад, с которым Райан некогда познакомился в больнице. Семья Уайтов много времени проводила на съёмочной площадке и консультировала съёмочную группу. Джинни Уайт, мать Райана, помогала декорировать дом, который по сценарию являлся домом Уайтов в Кокомо. Для этой цели она привезла шторы и постельное бельё, а Лукас Хаас получил футболку и рубашку Райана. Больничные сцены снимались в трёх отреставрированных помещениях заброшенной больницы Статесвайла, а финальная сцена была снята в Южной школе Иределл. Многие друзья и знакомые семьи Уайтов приняли участие в съёмках. Сестра Райана, Андреа, сыграла в самом начале фильма роль в массовке, изобразив другую девочку, принимавшую участие в чемпионате по фигурному катанию на роликах, где, согласно сценарию, выступала сестра главного героя. Основной съёмочный период длился четыре недели. Помимо гонораров, семья Уайтов получила подарки от членов съёмочной группы, Райану достался крестик из золота
Фильм вышел на экраны 16 января 1989 года. Райан Уайт скончался 8 апреля следующего года. Фильм был издан на VHS лишь в Великобритании, DVD релиза не имеет. В рейтинге Нильсена было констатировано, что при первом показе фильм смотрело более 15 миллионов телезрителей. За исполнение главной роли Лукас Хаас был номинирован на получение премии Эмми.

## Отзывы критиков
После выхода фильма на экраны пресс-служба бывшего мэра Кокомо Роберта Ф. Сарджента была наводнена жалобами и негодующими письмами, приходившими со всей страны, хотя в то время он уже не занимал пост главы города. В то же время, некоторые жители Кокомо решили, что на экране их город несправедливо предстаёт в негативном свете.
В целом, фильм получил положительные отзывы критиков. Обозреватель «Allrovi» Хол Эриксон заявил, что хотя фильм кончается победой Райана, однако ситуация не приукрашивается: «даже после того, как он был принят в другую школу, мы видим, что его сторонятся некоторые ученики и родители. Мы видим, что дни Райана сочтены, несмотря на грандиозные планы мальчика». Рецензент журнала «People» Джеф Джарвис высказал мнение, что фильм изобилует штампами, а между тем, «история Райана Уайта не нуждается в большем драматизированнии. Райан Уайт заслуживает лучшего, чем этот фильм». По мнению рецензента, в фильме есть лишь одно смягчающее обстоятельство — это игра молодого Лукаса Хааса. А вот фраза «увидимся на небесах!», адресованная Райаном своей сбитой машиной собаке, по замыслу создателей, видимо, «должна была заставить плакать неодушевлённый телевизор».